# Collier (ordre)
Pour les articles homonymes, voir Collier (homonymie).

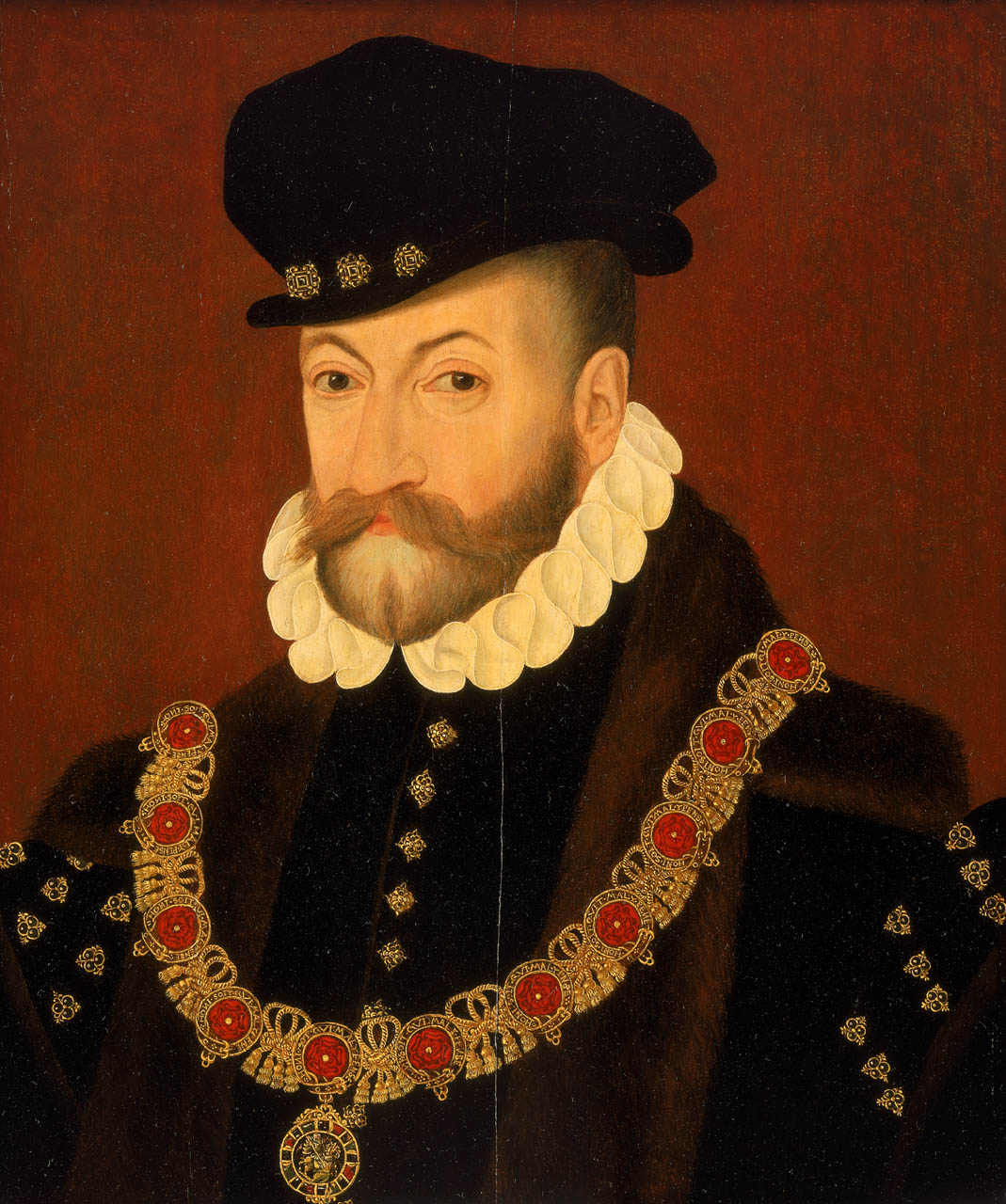
Edward Fiennes de Clinton, 1er comte de Lincoln, portant le collier de l'ordre de la Jarretière (c. 1575).

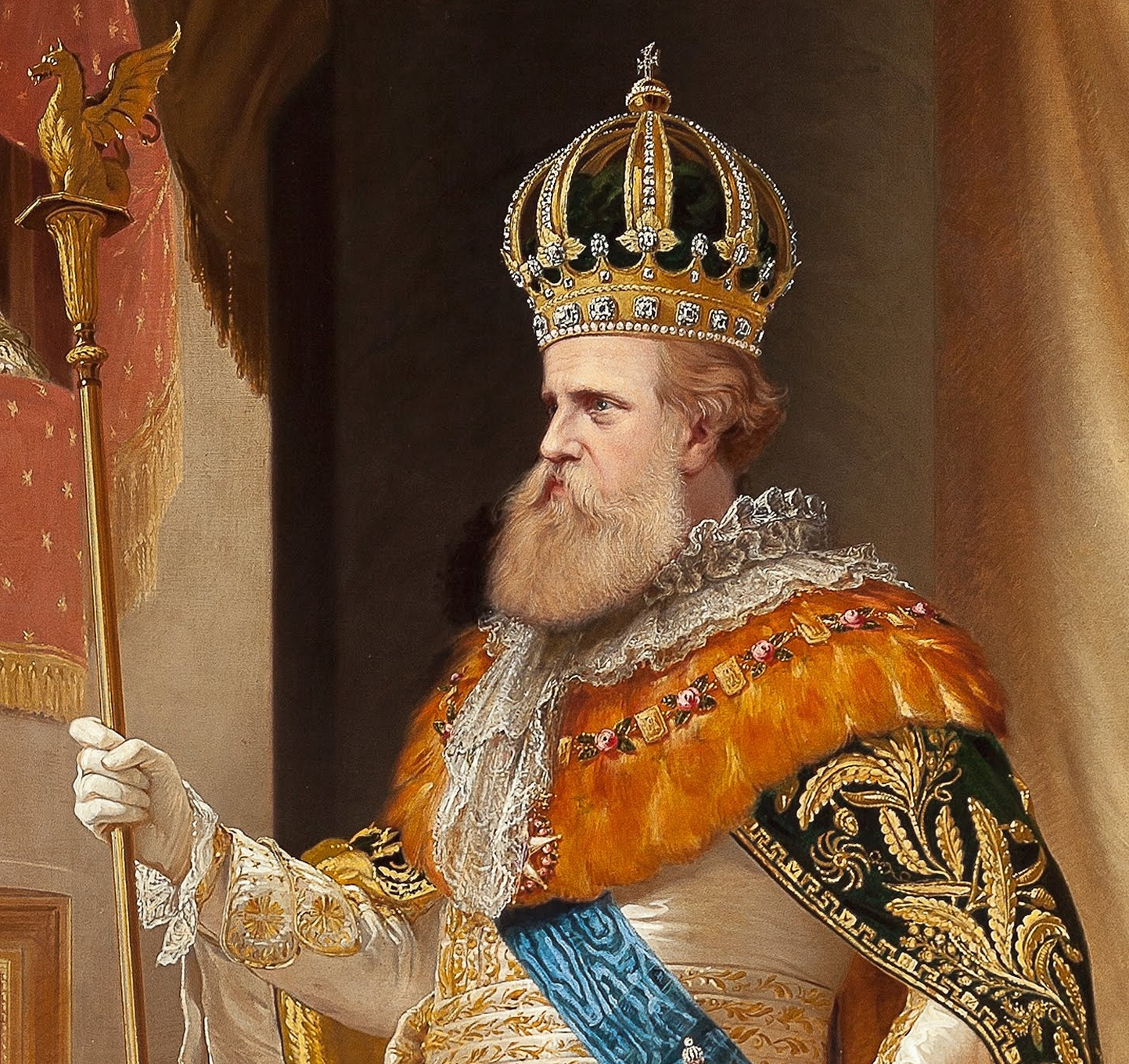
L'empereur Pedro II du Brésil portant le collier de l'Ordre de la Rose et des attributs du pouvoir impérial. Détail d'un tableau de Pedro Américo (1872).

Le collier d'un ordre, est une chaîne ornée, souvent en or et en émail, et sertie de pierres précieuses, qui est portée autour du cou comme symbole d'appartenance à divers ordres de chevalerie. Il s'agit d'un type particulier de collier de livrée, un élément prestigieux de la livrée en vogue au Moyen Âge et au début de la période moderne. Les ordres qui comportent plusieurs grades réservent souvent le collier au grade le plus élevé (généralement appelé Grand-Croix). Les maillons de la chaîne sont généralement composés de symboles de l'ordre, et l'insigne (également appelé « croix ») de l'ordre est disposé à l'avant la plupart du temps.

## Héraldique

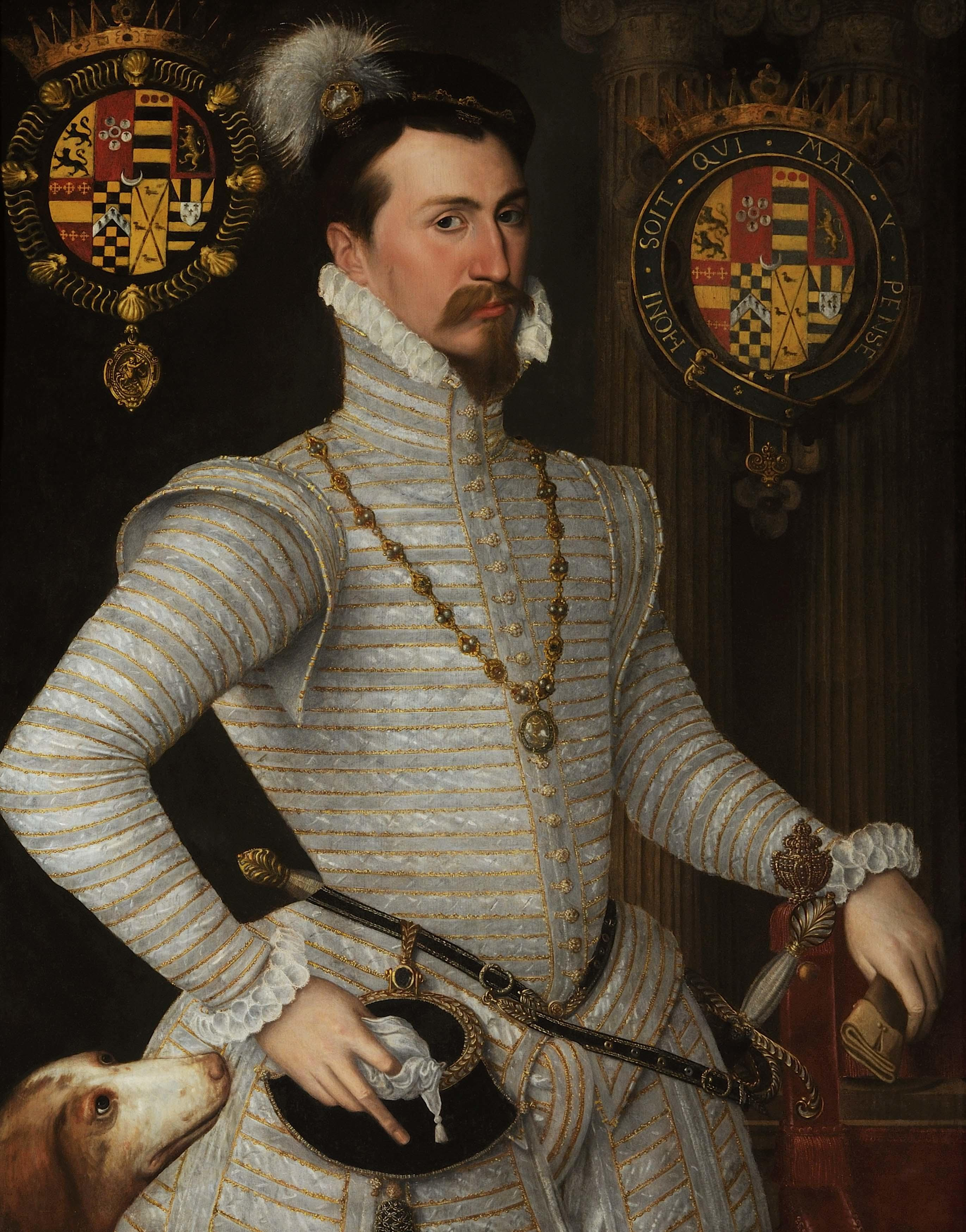
Robert Dudley, comte de Leicester, ses armes à gauche sont entourées du collier de l'Ordre de Saint-Michel.

En héraldique, la plupart des membres des ordres sont autorisés à afficher le collier de leur ordre sur leurs armoiries (s'ils sont eux-mêmes autorisés à porter le collier). La plupart du temps, des dispositions strictes codifient la façon dont le collier doit apparaître. En temps normal, il encerle l'écu dans sa totalité, ou peut être partiellement recouvert par ce dernier. Plus rarement, l'écu recouvre tout le collier sauf l'insigne et la partie du collier attenante.
Les colliers de différents ordres sont souvent représentés dans les armoiries de divers monarques, encerclant l'écu. La plupart du temps, une armoirie privilégie l'emploi d'un ensemble donné de colliers. Néanmoins, rien n'empêche de les substituer ou d'utiliser conjointement d'autres colliers parmi ceux auxquels la personne représentée a droit. Certaines armoiries représentent plusieurs colliers tandis que d'autres n'en représentent qu'un seul ; les armoiries du monarque norvégien ne représentent que le collier de l'Ordre de Saint-Olav encerclant l'écu tandis que celles du Danemark représentent les colliers des deux ordres de chevalerie du pays : l'Ordre de l'Éléphant et l'Ordre de Dannebrog. Dans les grandes armes de Suède, le collier de l'Ordre des Séraphins est utilisé. Le collier de l'Ordre de Léopold est également représenté dans les armoiries nationales de la Belgique.

## Ordres dont le collier est réservé aux récipiendaires du rang le plus élevé
De nombreux ordres possèdent également une chaîne comme ornement qui est portée lors d'occasions solennelles. Elle est portée par les chevaliers d'un ordre à classe unique ou par les membres de la classe la plus élevée d'un ordre à plusieurs classes. Dans certains ordres, le Collier constitue la marque d'appartenance à un grade supérieur à celui de Grand-Croix. C'est le cas pour les ordres suivant :
Cette liste est dynamique en ce qu'elle évolue régulièrement et ne sera peut-être jamais complète. Vous pouvez la compléter en citant des sources fiables.

### Amérique

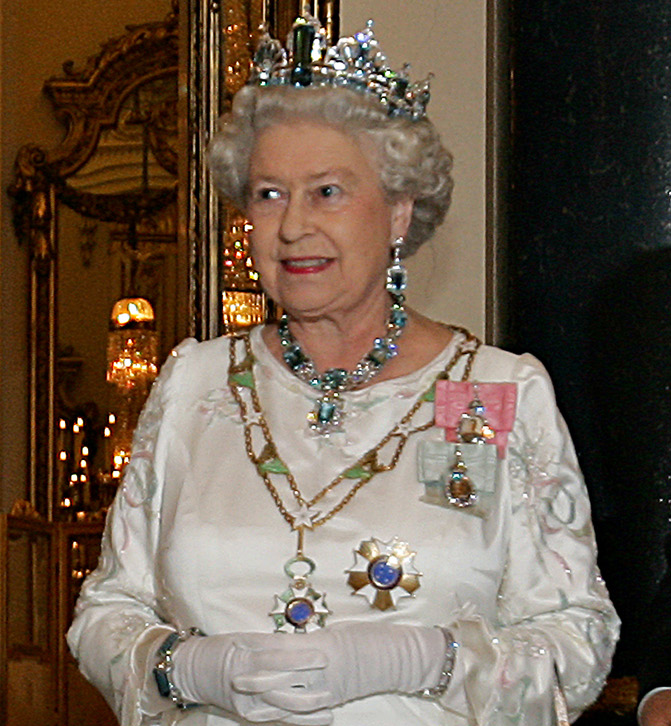
La reine Elizabeth II portant le « Grand Collier » de l'Ordre brésilien de la Croix du Sud, 2006

### Océanie
* indique que l'insigne doit être restitué en cas de décès du récipiendaire † indique que l'ordre est désormais inactif mais n'a pas été formellement aboli

## Décès d'un récipiendaire
Lorsqu'un membre d'un ordre de chevalerie décède, il n'est généralement pas enterré avec le collier, mais celui-ci peut être exposé sur un coussin placé sur le cercueil (éventuellement avec d'autres décorations dont le défunt est titulaire) lors des funérailles. De nombreux ordres exigent qu'après le décès d'un membre de l'ordre, le collier soit restitué à l'autorité émettrice. Souvent, il est exigé qu’un parent masculin restitue personnellement la récompense à l’ordre.